# もも蔵&くり犬
『もも蔵&くり犬』（ももぞうアンドくりけん）は、みやまあかねによる日本の漫画作品。

## 概要
小学館の漫画雑誌『ちゃお』にて2007年8月号から2009年7月号にかけて連載された。『ちゃお』本誌のほか、増刊枠の『ちゃおデラックス』でも発表されている。
当初は『ちゃお』2006年11月号からの連載開始予定であり、同誌同年9月号でもその旨が告知されていたが諸事情により中止された。

## 内容
スーパーマーケットの果物コーナーで売れ残った一個の桃。それに目･鼻･（葉の）耳が生え、象の様になってしまった。そんな不思議な桃･もも蔵の前に、くり犬という、犬の様な栗が現れた。生まれ故郷の丹波に帰ろうとするくり犬と、常にまったりマイペースのもも蔵の、ゆるい日常を描いた物語。
また、彼らのほかにも、動物と化した野菜や果物が次々と登場している。